# Rivière Gilbert (rivière Cyriac)
Pour les articles homonymes, voir Gilbert et Rivière Gilbert.
La rivière Gilbert est un cours d'eau douce affluent de la rivière Cyriac, coulant dans le territoire non organisé de Lac-Ministuk, dans la municipalité régionale de comté du Fjord-du-Saguenay, dans la région administrative du Saguenay–Lac-Saint-Jean, dans la province de Québec, au Canada.
La rivière Gilbert est accessible par la route 175 ; d’autres routes forestières secondaires ont été aménagées dans le secteur pour les besoins de la foresterie et des activités récréotouristiques,,.
La foresterie constitue la première activité économique du secteur ; les activités récréotouristiques, en second.
La surface de la rivière Gilbert est habituellement gelée de la fin novembre au début avril, toutefois la circulation sécuritaire sur la glace se fait généralement de la mi-décembre à la fin mars.

## Géographie
Les principaux bassins versants voisins de la rivière Gilbert sont :
- côté nord : rivière Cyriac, lac des Îlets, lac Simoncouche, rivière Simoncouche, rivière Saguenay ;
- côté est : rivière Cyriac, ruisseau de la Savane, rivière du Moulin, bras Sec ;
- côté sud : Petite rivière Pikauba, lac Talbot, rivière Pikauba, ruisseau Ovide ;
- côté ouest : Petite rivière Pikauba, lac Minustuk, lac Cyriac, rivière Pikauba, bras des Angers[2].

La rivière Gilbert prend sa source au lac Prud’homme (longueur : 0,3 km ; altitude : 720 m). L'embouchure nord du lac Prud’homme est située à :
- 1,4 km au sud-ouest de la route 175
- 2,6 km au sud-ouest du cours de la rivière Cyriac ;
- 3,7 km au nord-est du cours de la Petite rivière Pikauba ;
- 6,1 km au sud-est de la confluence de la rivière Gilbert et de la rivière Cyriac.

À partir du lac Prud’homme, le cours de la rivière Gilbert coule généralement vers l’ouest, puis le nord, sur 8,4 kilomètres, avec une dénivellation de 240 m entièrement en zone forestière, selon les segments suivants :
- 2,7 km vers l’ouest courbant vers le nord, puis traversant un petit lac (longueur : 0,7 km ; altitude : 590 m), jusqu'à son embouchure ;
- 1,9 km vers le nord courbant vers le nord-est, jusqu'à un coude de rivière ;
- 1,8 km vers le nord, jusqu'au pont de la route 175 ;
- 0,5 km vers le nord, longeant sur le côté ouest de la route 175, jusqu’à un ruisseau (venant de l’ouest) ;
- 1,5 km vers le nord-est, longeant sur le côté ouest de la route 175, jusqu'à son embouchure[2].

La rivière Gilbert se déverse sur la rive ouest de la rivière Cyriac. Cette confluence se situe à :
- 2,7 km à l’est de la baie sud du lac Cyriac ;
- 8,4 km à l'ouest du cours de la rivière du Moulin ;
- 0,3 km à l’est de la route 175 ;
- 17,1 km au nord-est de la route 169 ;
- 19,0 km au nord-est du lieu-dit Mont-Apica ;
- 23,0 km au sud-est de la confluence de la rivière Cyriac et du lac Kénogami ;
- 39,2 km au sud de la confluence de la rivière Chicoutimi et de la rivière Saguenay[2].

À partir de la confluence de la rivière Gilbert avec la rivière Cyriac, le courant descend cette dernière sur 34,2 km vers le nord, puis le courant traverse le lac Kénogami sur 6,3 km vers le nord-est jusqu’au barrage de Portage-des-Roches, puis suit le cours de la rivière Chicoutimi sur 26,2 km vers l’est, puis le nord-est et le cours de la rivière Saguenay sur 114,6 km vers l’est jusqu’à Tadoussac où il conflue avec l’estuaire du Saint-Laurent.

## Toponymie
Le toponyme « rivière Gilbert » a été officialisé le 5 décembre 1968 à la Banque des noms de lieux de la Commission de toponymie du Québec.